# Thomisus elongatus
Thomisus elongatus là một loài nhện trong họ Thomisidae.
Loài này thuộc chi Thomisus. Thomisus elongatus được miêu tả năm 1869 bởi Stoliczka.